# Kishida Ryūsei

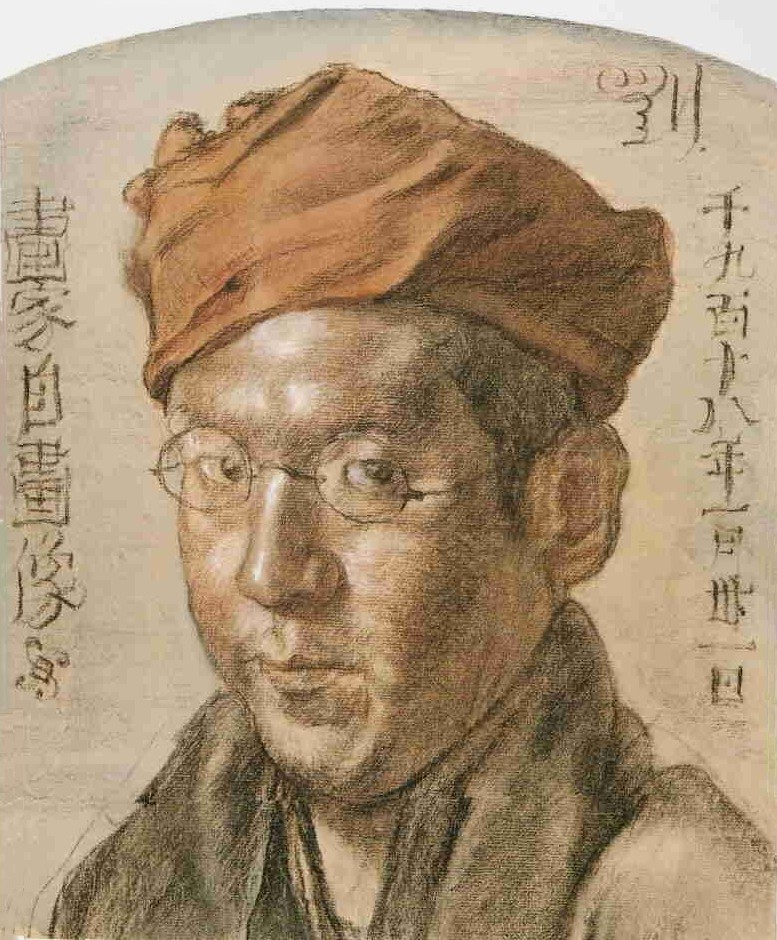
Kishida: Selbstporträt (1918)

Kishida Ryūsei  (japanisch 岸田 劉生; geb. 23. Juni 1891; gest. 20. Dezember 1929) war ein japanischer Maler.

## Leben
Kishida wurde als Sohn des Journalisten Kishida Ginkō in Tōkyō geboren. Sein Vater, der u. a. mit James Curtis Hepburn das erste Japanisch-Englisch-Wörterbuch herausgab, bot dem Sohn eine anregende Umgebung. Kishida verlor allerdings schon mit 14 Jahren beide Eltern, wodurch die Lebensumstände schwierig wurden. Er kam mit der christlichen Kirche in Kontakt und wurde mit 15 getauft. Mit 17 besuchte er die von Kuroda Seiki geleitete private Kunstschule, die ein Studium der westlichen Kunst vermittelte.
1910 konnte Kishida in der jährlichen Hakubai-Ausstellung erste Werke zeigen. 1911 traf er Mushanokōji Saneatsu, damals in Japan der große Anreger und Vermittler der europäischen Kunst. Kishida bezeichnete das Zusammentreffen als 2. Geburtstag. Er fertigte einige Titelseiten für Mushanokōjis Zeitschrift Shirakaba (Die Birke) an, die ihm dann auch eine ganze Ausgabe widmete. Mit Takemura Kōtarō, Bernard Leach u. a. gründete er 1911 die Fyūzan-kai. Mit seinem kleinen eigenen Verlag, Sōdō-sha, suchte er seinen Lebensunterhalt zu sichern. 1922 trat er, angeregt durch Umehara Ryūzaburō, in die Künstler-Vereinigung Shun’yō-kai ein, zwei Jahre später jedoch auf Grund von Meinungsverschiedenheiten wieder aus. 1926 zog er von Tōkyō fort und ließ sich in der Nähe von Kamakura (Präfektur Kanagawa) nieder. 1929 weilte er in der Mandschurei.
Kishida starb nach kurzer Krankheit Ende 1929, 38 Jahre alt. Seine Grabstätte befindet sich auf dem Friedhof Tama in Fuchū (Präfektur Tokio).

## Nachwirkung
Kishida malte seine Bilder in einer sich schnell wandelnden Zeit. So finden wir Spätimpressionismus, Fauvismus, aber auch Rückgriffe auf Chardin oder auf die deutsche Malerei der Renaissance. In seinen letzten Jahre begann Kishida sich für gemalte Ukiyo-e und für Nihonga zu interessieren.
Das Gemälde Der Durchstich hat seinen festen Platz in der japanischen Kunstgeschichte der Zeit: Auf dem hart in die Natur gehauenen Durchstich am Rande von Tōkyō fällt ein Schatten, nicht der Schatten eines Baumes, sondern der eines Leitungsmastes mit seiner Stütze. Moderne Zeiten mit ihrer Zweischneidigkeit werden sichtbar gemacht. - Sehr bekannt sind auch die vielen Bilder seiner 1914 geborenen Tochter Reiko. Das bekannteste Ölbild von ihr ist im Stil der Renaissance gehalten, wobei Reikos Handhaltung unverkennbar auf Dürers Selbstbildnis als junger Mann hinweist. Kishidas Selbstporträts erinnern eher an Holbein. In den späteren Jahren begann er sich auch für gemalte Ukiyo-e und für klassische japanische Tuschmalerei zu interessieren.

## Bilder

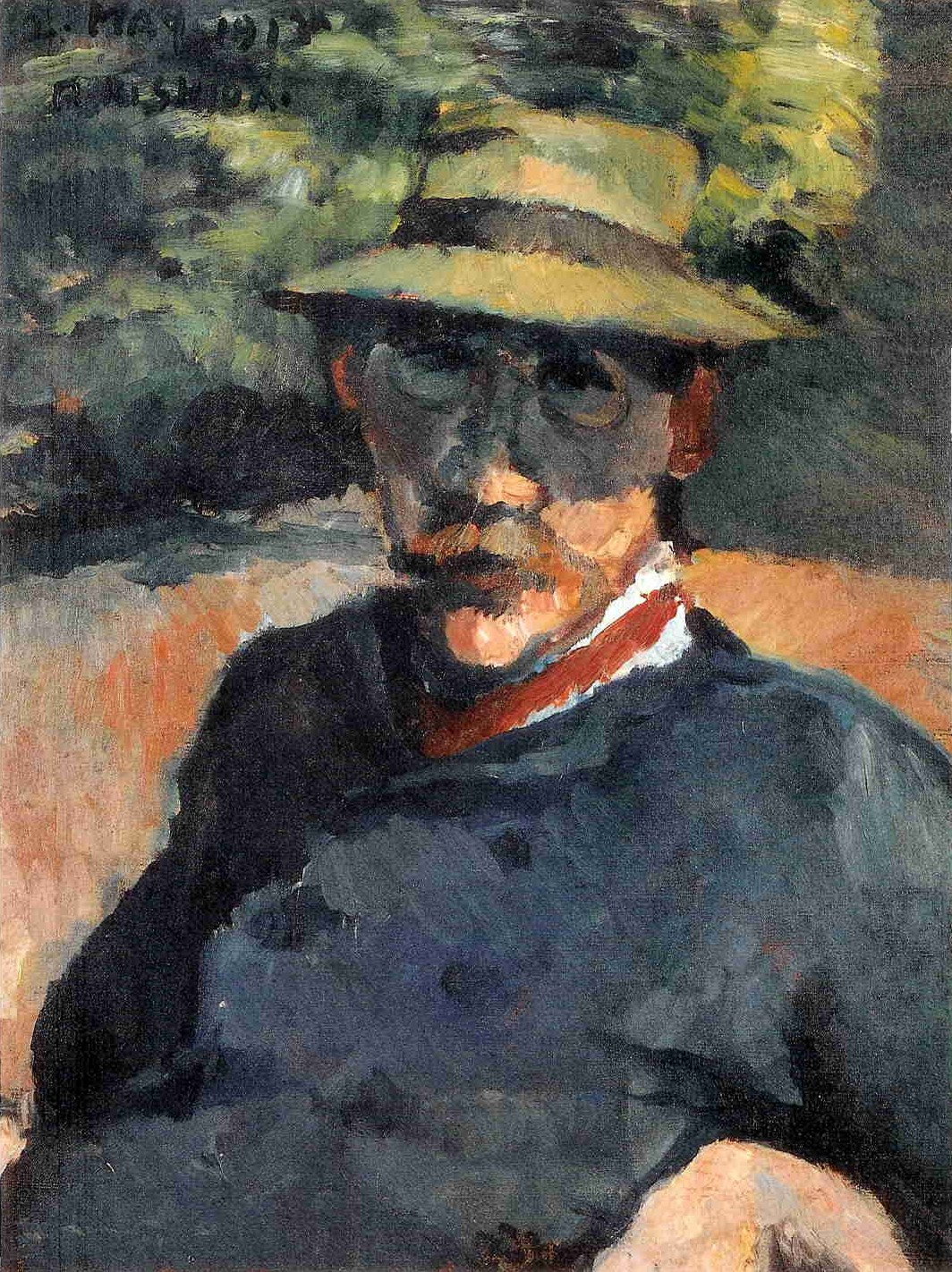
„Bernard Leach“(1913)
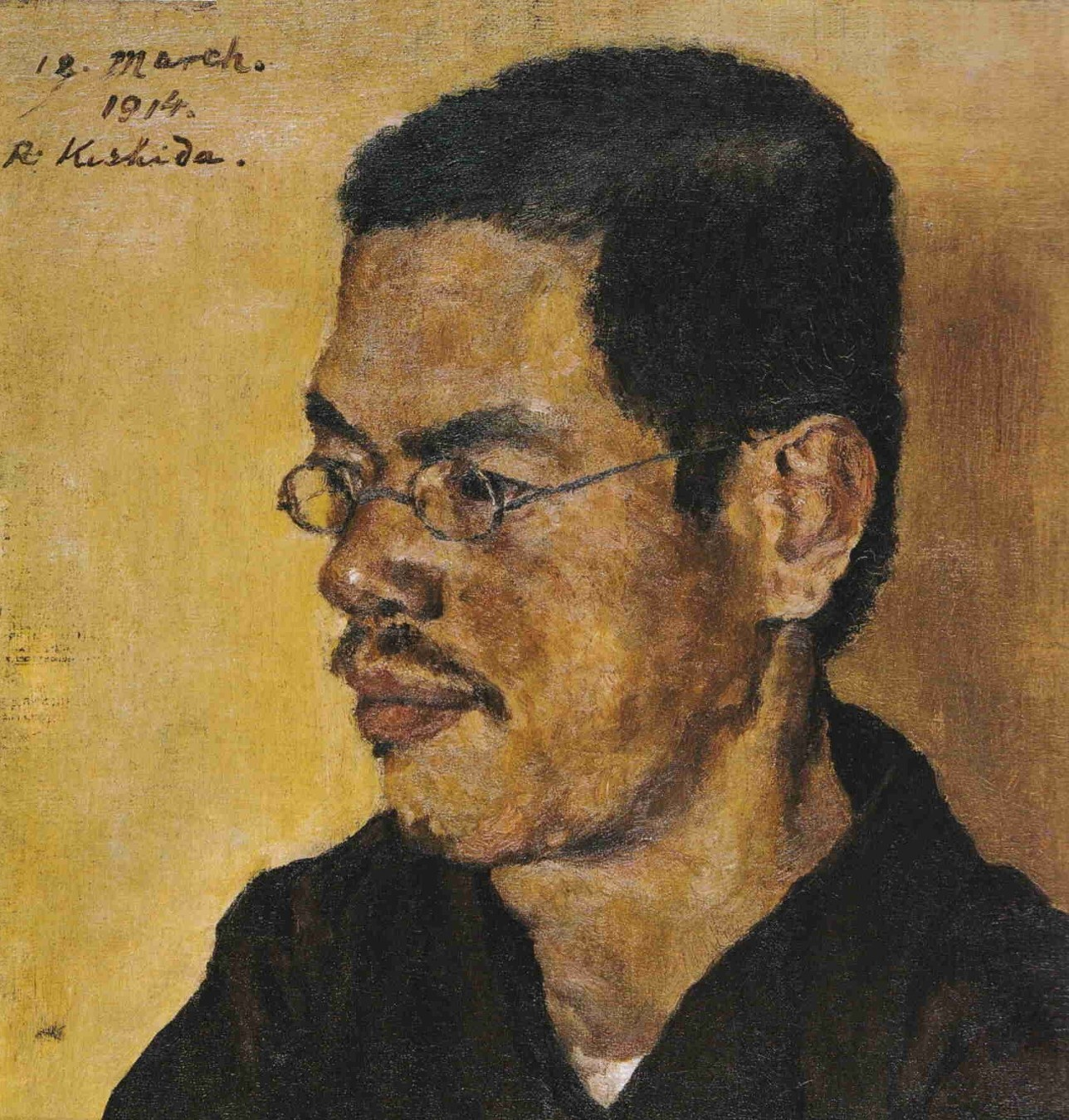
„Mushanokōji“ (1914)
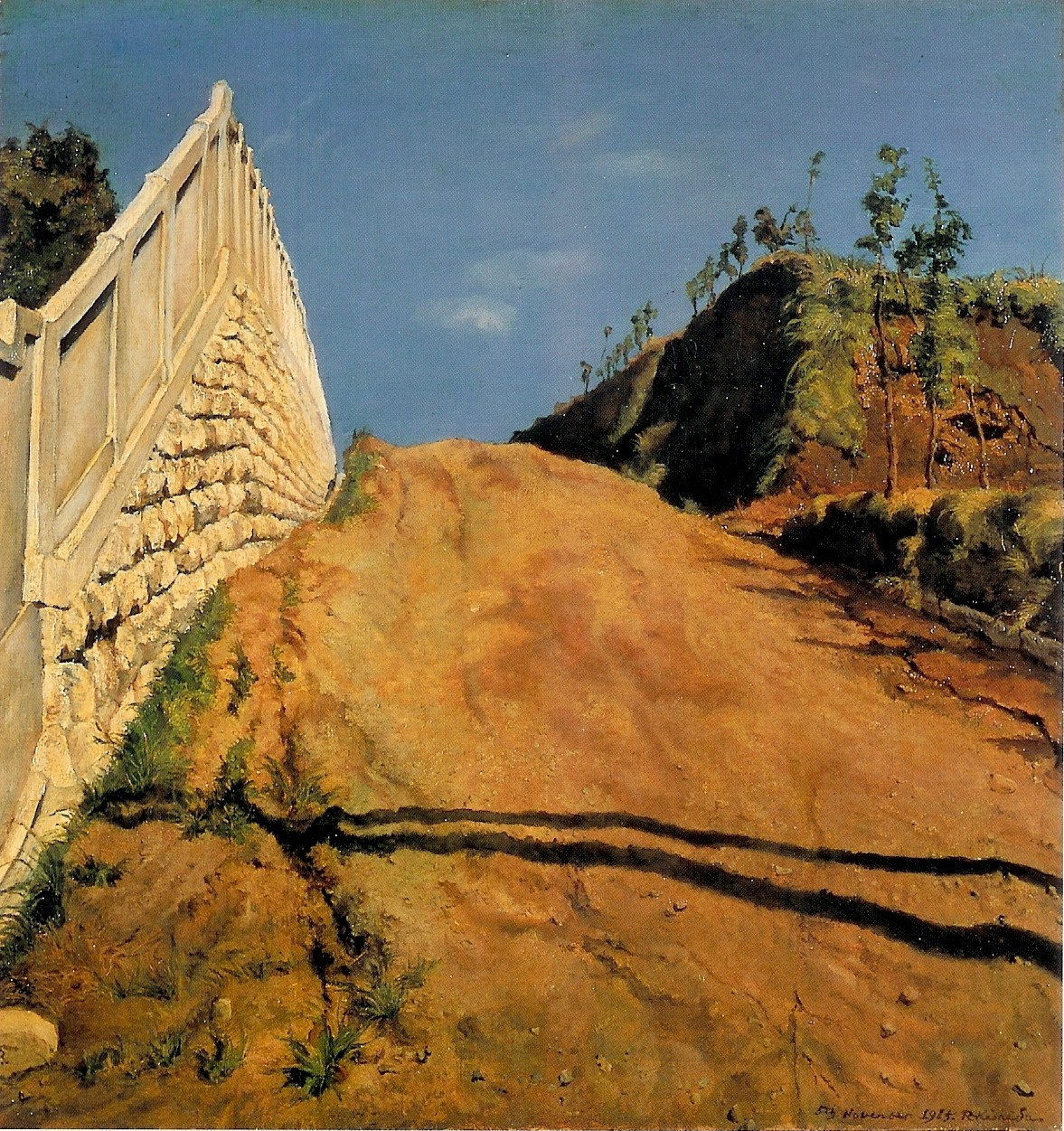
„Der Durchstich“ (1915)
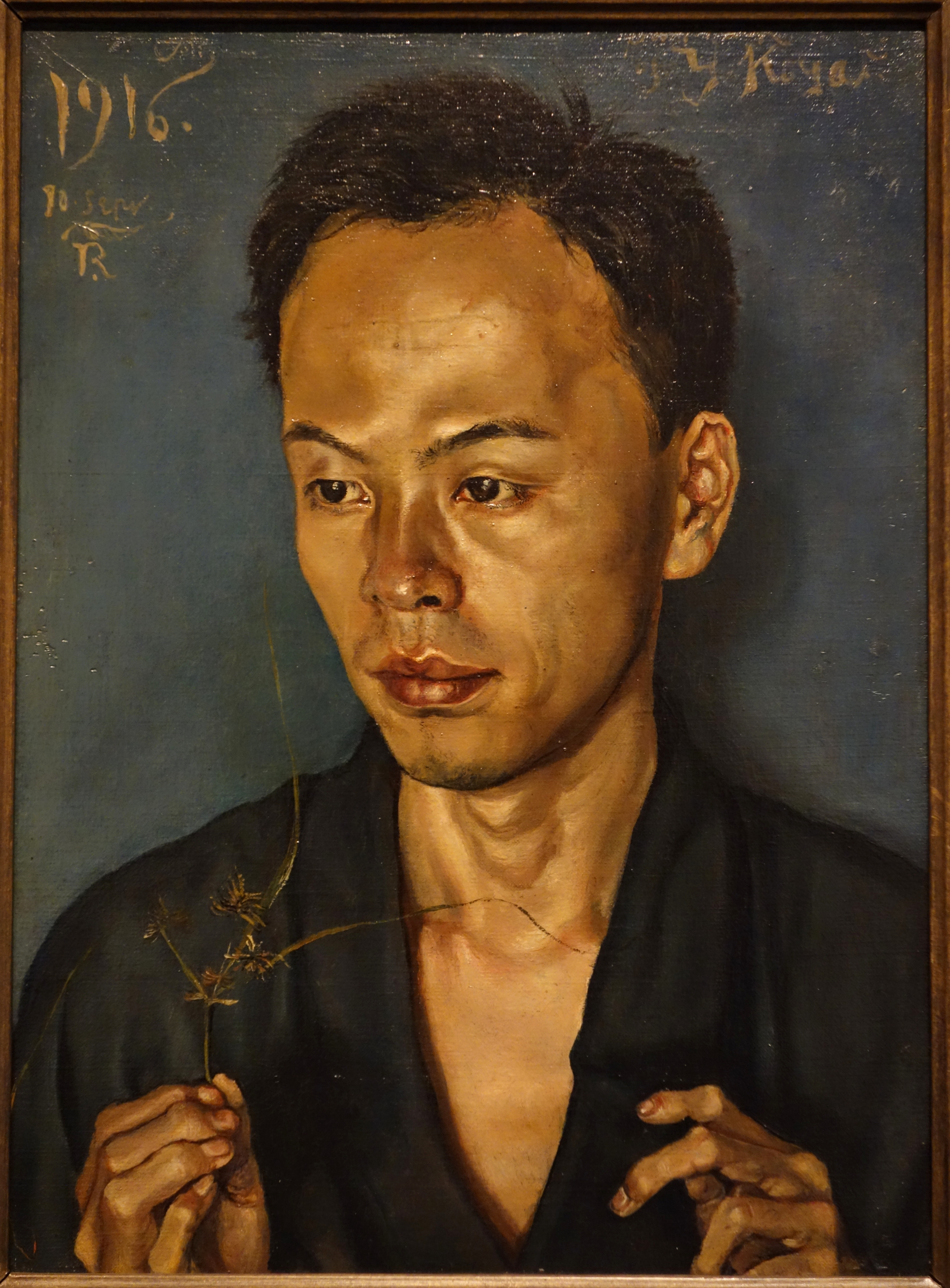
Porträt eines Mannes
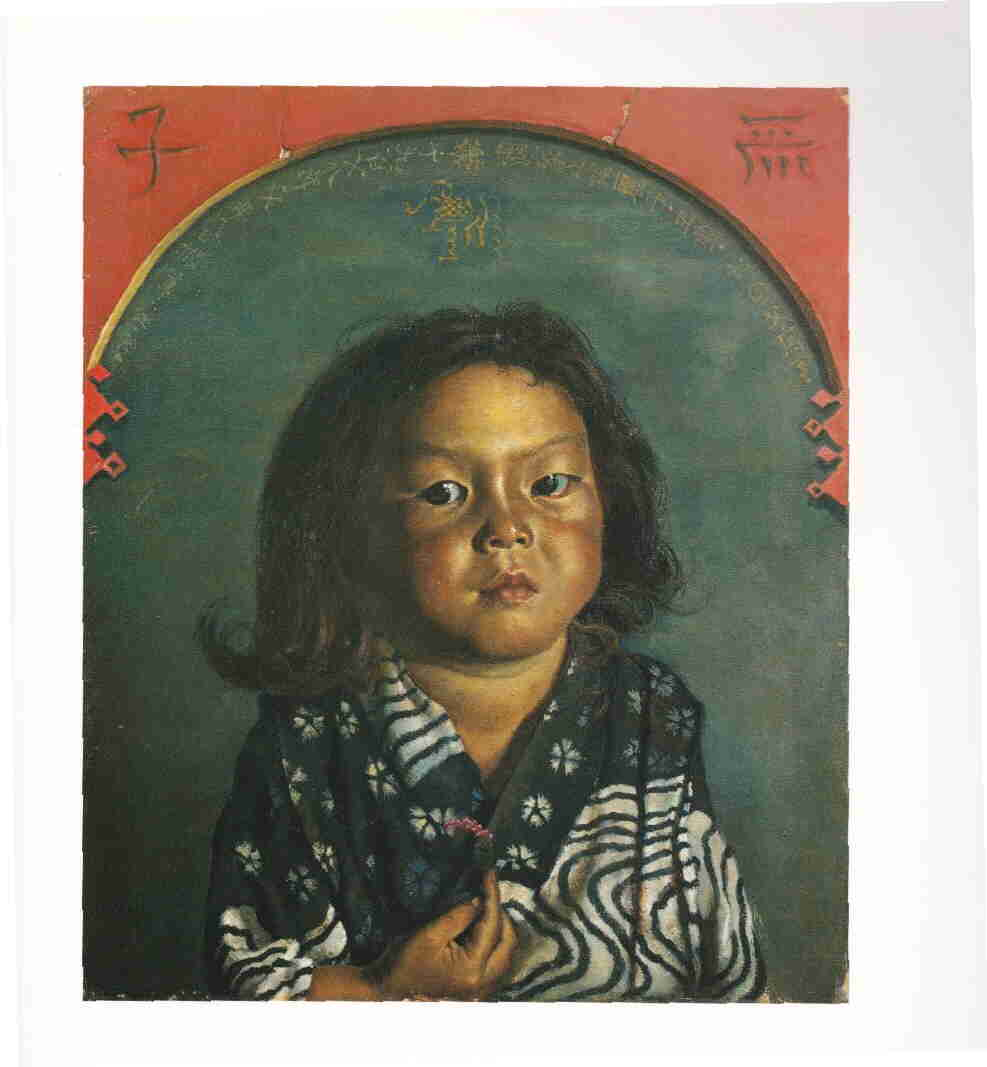
„Reiko, 5 Jahre“ (1918)
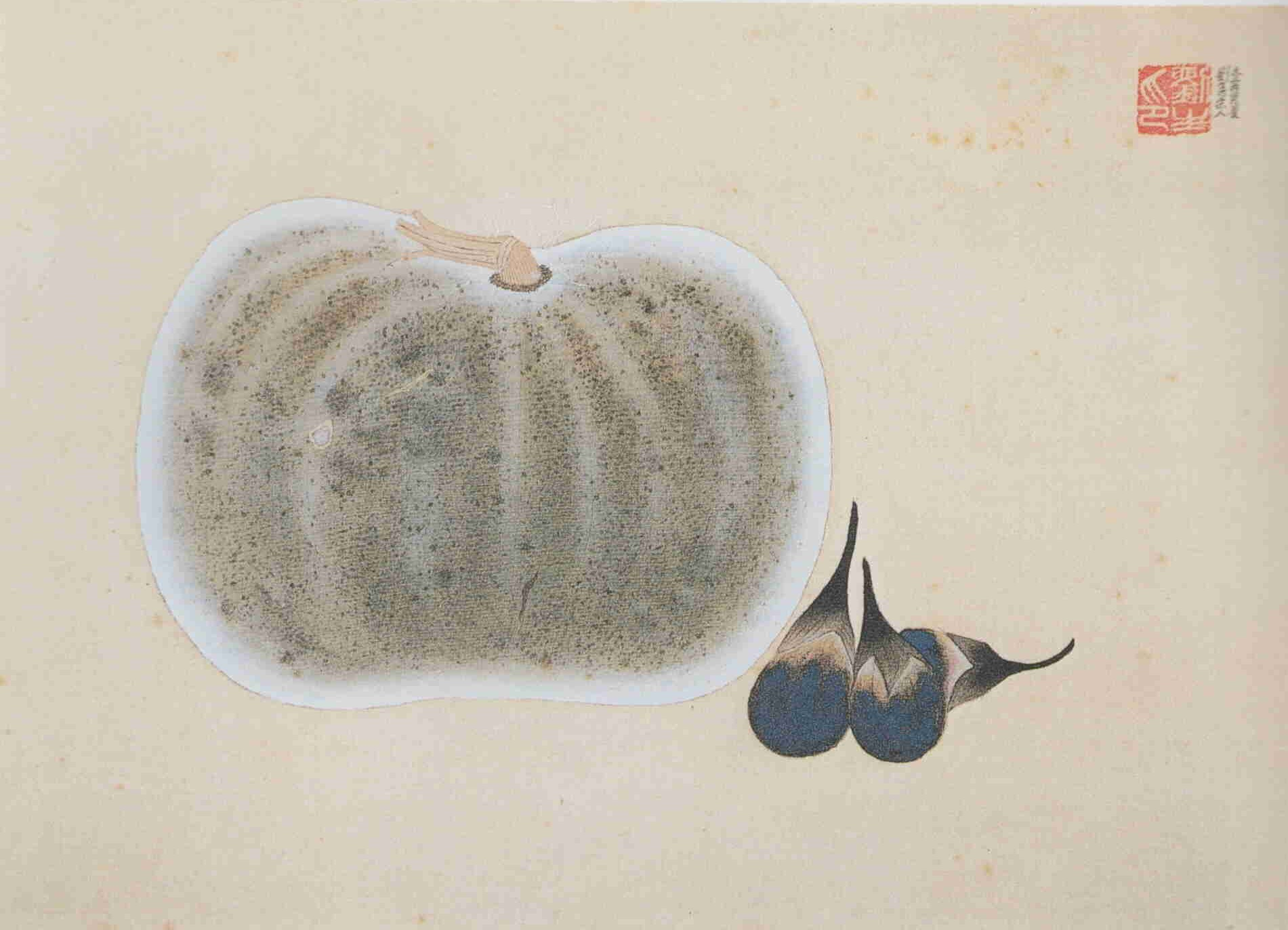
„Kürbis & Auberginen“ (1926)